# Thika (stad)
Thika is een plaats in de Keniaanse provincie Kati. Het is de hoofdstad van het  gelijknamige district. Het ligt aan Thikarivier en aan de A2 op 40 km afstand van Nairobi. Het inwoneraantal is 88.265 mensen (peildatum 1999) en groeit snel.

## Economie
In Thika liggen de Chania Falls en de Thika Falls (al waar de eerste Tarzan film is opgenomen), terwijl Ol Donyo Sabuk National Park in het zuidoosten ligt. Het ligt in een gebied waar ananassen groeien. 
Vroeger was de plaats een centrum voor lichte industrie, maar dit is verschoven naar Athi River. De afname van de textielindustrie heeft ook kleine bedrijfjes, zoals Thika Cloth Mills (TCM) getroffen. Ze moeten concurreren met Egyptische en Chinese fabrieken.

## Vervoer
Er bevindt zich een treinstation en er vindt op beperkte schaal passagiersvervoer plaats. 

## Onderwijs
- Gatumaini Primary School
- Mugumoini Primary School
- Moi Academy Thika
- St Patrick's Primary School
- St David's Primary School
- Chania High School
- Equator High School
- Mang'u High School
- Joytown primary school
- Thika High School
- Thika High School for the Blind
- Imani School (Kindergarten - Form IV)
- Thika Memorial Church School
- Queen of Holy Rosary Primary School
- Jamhuri Primary  School
- Trikha Girls High School
- Saint Patrick's Special School

## Sport
- Thika Golf Club